# Sitticus eskovi
Sitticus eskovi là một loài nhện trong họ Salticidae.
Loài này thuộc chi Sitticus. Sitticus eskovi được Dmitri Viktorovich Logunov & Wanda Wesołowska miêu tả năm 1995.